# ناجاش
ناجاش (الاسم العلمي: Najash) هو جنس منقرض يتبع رتيبة الثعابين التي عاشت في العصر الطباشيري المتأخر في باتاغونيا. مثل عدد من ثعابين العصر الطباشيري، احتفظ ناجاش بأطراف خلفية، لكنه لم يعتد امتلاك أرجل متطورة تمتد خارج القفص الصدري، والحوض المتصل بالعمود الفقري.